# Bertrand Barère
Bertrand Barère de Vieuzac (født 10. september 1755 i Tarbes i Gascogne, død 13. januar 1841 i Paris) var en fransk revolutionsmand.
Allerede som advokat i Toulouse viste han sig som elegant taler og skribent, og som medlem af Nationalforsamlingen og af Konventet vandt han frem ved formelle evner, ikke ved originalitet eller personlighed. Han søgte altid ganske principløst de stærkeres side; han forlod Gironden og gik i spidsen for smigrerierne af Robespierre, og skønt ikke ondsindet, tog han medansvar for rædselsperiodens værste gerninger og besmykkede dem som "Guillotinens Anakreon" med blomstrende retorik. Som medlem af velfærdskomitéen tilfaldt det ham at afgive rapporterne om krigens gang til Konventet, og den ypperlige form, han gav dem, bidrog meget til selv i modgang at vedligeholde tilliden i landet og begejstringen i hæren. Han kom efterhånden — næppe mod sin vilje — til at modarbejde Robespierre ved fremstilling af sejre, der måtte gøre hans diktatur overflødigt, og 9. Thermidor, da han forudså hans fald, gik han afgørende mod ham. Desuagtet blev han sat under anklage som Robespierres medskyldige, og selv om han slap for deportationen, som han blev idømt, lykkedes det ham ikke senere at spille en rolle trods alle forsøg på at tjene de skiftende magthavere, og han døde fattig og glemt. Hans meget upålidelige memoirer, der udkom 1843, foranledigede Macaulays vel kendte, stærkt farvede essay, der fremstiller ham som, et menneskehedens udskud.